# 假释
假释（英語：Parole）是指犯人在他们的被判刑罚结束前，提前释放，但一般仍处于某种监督之下在监狱外服满刑期。

## 起源
假释制度开始于19世纪中期的爱尔兰，当时监狱犯人可以通过参加一些监狱管教计划，争取得到提早释放的机会，允许表现好的监狱犯人在满足一定的条件下提早出狱，并在出狱后一段时间内继续受到监视。

## 刑事审判
在刑事审判系统中，假释是指犯人在他们的被判刑罚结束前，因为一些原因被释放，但还要受监督。假释者仍然被认为在服他们的被判刑罚，并且可能被重返监狱服刑。
假释的精确性质因各国审判权而不同。在美国，法庭可以在一个宣判里确切说明在一名犯人适合假释之前，必须已服刑多久。这经常指做一不确定句子，“大约15到25年”或者“约15年的徒刑”，后者被称为一不确定的有期徒刑；相反，句子中无假释可能被称为一确切有期徒刑。
在被准许假释特权之前，犯人必须首先同意遵守因他的假释权而确定的假释条件。这些条件通常要求假释者定期与他的假释官员或其社区的改过代理人见面，由其评价假释者的行为和调整，并确定假释者是否正违犯他的任何被释放条件（通常这包括某些小时在家、保持稳定工作、不潜逃、正克制违法吸毒，有时还有戒酒）。

### 美国
假释在美国是一个引起争论的政题。美国司法部在2004年说，大约60%的假释者成功完成他们的宣判，而15%被返回监狱，并且4%潜逃；从1995年起这些统计，相对不变；虽然如此，某些地区（包括纽约）已经取消激烈重罪犯的假释可能。
不同的假释被称为time off for good behavior，或者口语称作good time。

### 中国大陆
在中国大陆，依据《刑法》、《刑事诉讼法》犯人可被准许监外执行（包括保外就医、医学假释、分娩、哺乳等）、假释、减刑三种刑事裁定。持不同政见者，通常健康状况并不严重都會以保外就医为由释放，而且通常在自願或遣送出國後，終身不得再入境大陸及港澳地區。中國大陸的假释与保外就医是两种不同的刑事措施，但出狱后至刑期期满之前，都必须接受社区矫正。累犯，以及因故意杀人、强奸、抢劫、绑架、放火、爆炸、投放危险物质或者有组织的暴力性犯罪被判处十年以上有期徒刑、无期徒刑的犯罪分子，不得假释。

### 香港
而在香港，被判長刑期的囚犯必須通過長期監禁刑罰覆核委員會的審查，並滿足最低服刑年期才能獲假釋。一般而言，基於社會安全及擔保人不願負上犯人再犯而導致的「作出虛假宣誓」罪名，被判無限期醫院令（等同終身監禁）人士通常不獲假釋（例如元洲街邨安安幼稚園斬人案兇手李志衡曾於1997年5月申請假釋，但被上述委員會駁回），僅有少數例子成功。

## 军法
在军法中，一个战俘可能被从禁闭中释放，或者在有希望的某些条件上被假释，例如留在指定地点不企图逃跑或不拿起武器及不进行敌对行动。
目前在美國，法規禁止成為戰俘的美國軍人接受假釋。在《美國作戰部隊法典》如此宣示：「我將不從敵方接受假釋或其他恩典。」
這個立場也被美國國防部重申：「我國並未授權我軍戰鬥部隊簽署或接受類似的假釋協議。」

## 美国移民法
据美国移民法，假释有3种不同的意思：
1. 没有满足签证技术要求的一个人，可能被允许因人道主义目的进入美国。被允许如此进入美国的人被称为 parolees（被假释者）。
2. 和移民有关的另一个含义是Advance Parole（即预先入境许可）。2001年9月11日，政府对Advance Parole与Parole发布了更多的解释。[5]
3. 这个术语也可指在联邦政府下令释放关在州监狱的外国犯人前，犯人的刑期已经结束，犯人将根据规定被立即驱逐出境，并没有获准返回美国。

## 外部連結
- California Reentry Programme - Helping parolees re-enter society （页面存档备份，存于）